# Víctor Agustín Ugarte
Víctor Agustín Ugarte Oviedo (Tupiza, Potosí, 5 de mayo de 1926-La Paz, 20 de marzo de 1995), conocido por el apelativo del Maestro, fue un futbolista boliviano que se desempeñó como mediocampista ofensivo o delantero, durante los años 50 y 60.
Con 16 goles es el tercer máximo goleador histórico de su selección, por debajo de Joaquín Botero (20) y Marcelo Martins (31). Hasta el 11 de octubre de 2008 fue el máximo goleador de la historia de su seleccionado. Este récord permaneció durante 45 años, hasta que fue superado por Joaquín Botero en las eliminatorias para la Copa Mundial de 2010 tras anotar ante Perú.
Es el máximo goleador boliviano en la Copa América con 11 tantos, disputó cinco ediciones del torneo entre 1947 y 1953. Ha participado con su selección en la Copa Mundial de Brasil 1950. Fue figura de la selección boliviana que ganó la Copa América 1963.  Por su estilo de juego ha sido reconocido como el «mejor futbolista boliviano de todos los tiempos».

## Biografía
Víctor Agustín Ugarte Oviedo nació el 5 de mayo de 1926 en Tupiza.
Falleció el 24 de febrero de 1995 a causa de un paro cardio respiratorio emergente de un problema biliar.

## Trayectoria
En 1947 jugó a nivel profesional en el Club Bolívar de La Paz, ese mismo año fue incluido en la selección nacional para participar en el Sudamericano de Fútbol en Guayaquil-Ecuador.
El año 1957 participó de las eliminatorias del Campeonato del Mundo donde Bolivia disputó con Argentina y chile, donde sobre la base de su talento lo nombraron capitán de la selección nacional; fue un 6 de octubre histórico porque los muchachos habían escrito la página más gloriosa del fútbol nacional al haber logrado la hazaña de ganarle por primera vez 2 a 0 a la poderosa selección Argentina; consagrándose por su notable actuación como "el maestro" del fútbol boliviano.
En febrero de 1958, sobre la base de destacadas actuaciones en partidos internacionales, se concibió la oportunidad de cumplir su sueño, aquel que gritaba cuando niño "viva el gaucho de Boedo", se integró a las filas del equipo argentino San Lorenzo de Almagro, donde dio su paso triunfal siendo un eximio del fútbol, de ahí su triunfal debut como titular de San Lorenzo, solo era para él la entrada a la mansión de las estrellas.
En 1958 fue contratado por el Club Atlético San Lorenzo de Almagro de Argentina, donde disputó 3 partidos y marcó un gol.
Cabe recordar que también estuvo en el Once Caldas de Colombia.

## Selección nacional
Ha sido internacional con la Selección de fútbol de Bolivia entre los años 1947 y 1963 con 34 presencias y 9 goles marcados.
Participó en cinco ediciones del Campeonato Sudamericano de Selecciones (1947, 1949, 1953, 1959 y 1963) del cual es goleador histórico de Bolivia anotando para la Verde 11 goles.
En el Mundial de Fútbol de Brasil 50, jugó un partido con la selección de su país (Bolivia 0 - Uruguay 8).
En 1957 participó de las eliminatorias del Mundial a disputarse en Suecia el año próximo, siendo nombrado capitán del equipo.
Disputó el Campeonato Sudamericano 1963, donde Bolivia fue campeón, siendo hasta el momento el mayor logro en la historia del fútbol boliviano. También jugó el mundial de 1950.

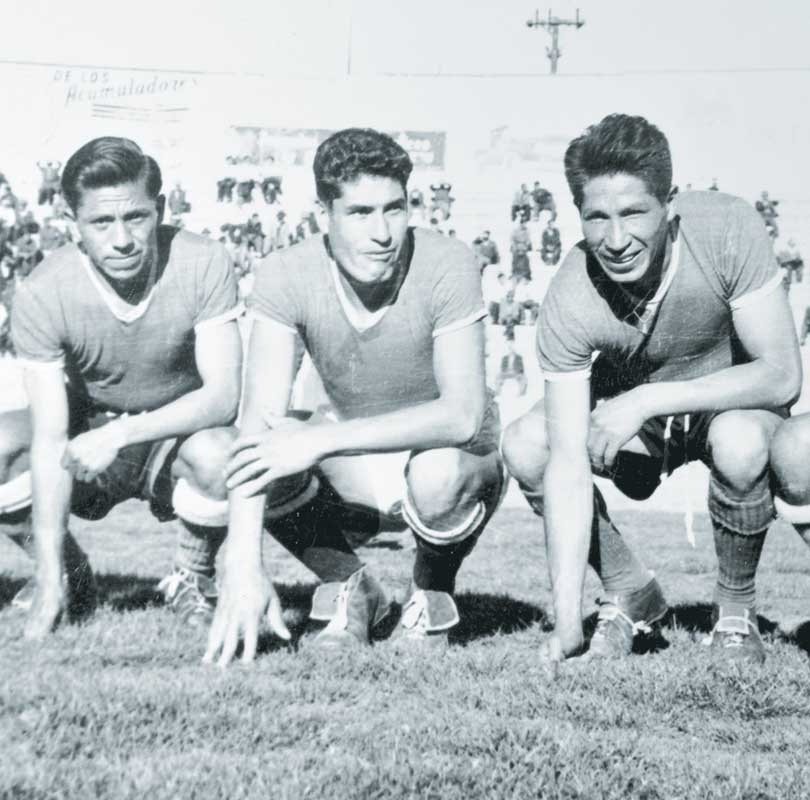
Delantera de la Selección Boliviana. De izquierda a derecha: Armando Escobar, Ausberto García y Ugarte

### Participaciones en laCopa Mundial de Fútbol
| Torneo               | Sede   | Resultado    | Partidos | Goles |
| -------------------- | ------ | ------------ | -------- | ----- |
| Copa Mundial de 1950 | Brasil | Primera fase | 1        | 0     |

### Participaciones enCopa América
| Copa                                     | Sede                   | Resultado              | Partidos | Goles |
| ---------------------------------------- | ---------------------- | ---------------------- | -------- | ----- |
| Campeonato Sudamericano 1947             | Ecuador                | Cuarto lugar           | 6        | 0     |
| Campeonato Sudamericano 1949             | Brasil                 | Cuarto lugar           | 7        | 5     |
| Campeonato Sudamericano 1953             | Perú                   | Sexto lugar            | 6        | 2     |
| Campeonato Sudamericano 1959 (Argentina) | Argentina              | Séptimo lugar          | 6        | 0     |
| Campeonato Sudamericano 1963             | Bolivia                | Campeón                | 5        | 2     |
| Total en Copas América                   | Total en Copas América | Total en Copas América | 30       | 9     |

### Goles internacionales
| Goles internacionales | Goles internacionales | Goles internacionales                             | Goles internacionales | Goles internacionales | Goles internacionales | Goles internacionales        |
| #                     | Fecha                 | Estadio                                           | Rival                 | Gol                   | Resultado             | Competición                  |
| --------------------- | --------------------- | ------------------------------------------------- | --------------------- | --------------------- | --------------------- | ---------------------------- |
| 1.                    | 6 de abril de 1949    | Estadio Pacaembú, São Paulo, Brasil               | Chile                 | 1-1                   | 3-2                   | Campeonato Sudamericano 1949 |
| 2.                    | 10 de abril de 1949   | Estadio Pacaembú, São Paulo, Brasil               | Brasil                | 6-1                   | 1-10                  | Campeonato Sudamericano 1949 |
| 3.                    | 17 de abril de 1949   | Estadio São Januário, Río de Janeiro, Brasil      | Uruguay               | 1-0                   | 3-2                   | Campeonato Sudamericano 1949 |
| 4.                    | 24 de abril de 1949   | Estadio Pacaembú, São Paulo, Brasil               | Ecuador               | 1-0                   | 2-0                   | Campeonato Sudamericano 1949 |
| 5.                    | 24 de abril de 1949   | Estadio Pacaembú, São Paulo, Brasil               | Ecuador               | 2-0                   | 2-0                   | Campeonato Sudamericano 1949 |
| 6.                    | 6 de mayo de 1949     | Estadio General Severiano, Río de Janeiro, Brasil | Colombia              | 4-0                   | 4-0                   | Campeonato Sudamericano 1949 |
| 7.                    | 22 de febrero de 1953 | Estadio Nacional, Lima, Perú                      | Perú                  | 1-0                   | 1-0                   | Campeonato Sudamericano 1953 |
| 8.                    | 1 de marzo de 1953    | Estadio Nacional, Lima, Perú                      | Brasil                | 1-8                   | 1-8                   | Campeonato Sudamericano 1953 |
| 9.                    | 8 de marzo de 1953    | Estadio Nacional, Lima, Perú                      | Ecuador               | 1-1                   | 1-1                   | Campeonato Sudamericano 1953 |
| 10.                   | 10 de junio de 1957   | Estadio Defensores del Chaco, Asunción, Paraguay  | Paraguay              | 2-4                   | 2-5                   | Copa Paz del Chaco           |
| 11.                   | 13 de junio de 1957   | Estadio Defensores del Chaco, Asunción, Paraguay  | Paraguay              | 1-0                   | 1-0                   | Copa Paz del Chaco           |
| 12.                   | 18 de agosto de 1957  | Estadio Hernando Siles, La Paz, Bolivia           | Paraguay              | 1-2                   | 3-3                   | Copa Paz del Chaco           |
| 13.                   | 21 de agosto de 1957  | Estadio Hernando Siles, La Paz, Bolivia           | Paraguay              | 2-1                   | 2-1                   | Copa Paz del Chaco           |
| 14.                   | 19 de febrero de 1963 | Estadio Defensores del Chaco, Asunción, Paraguay  | Paraguay              | 1-3                   | 1-5                   | Copa Paz del Chaco           |
| 15.                   | 31 de marzo de 1963   | Estadio Félix Capriles, Cochabamba, Bolivia       | Brasil                | 1-0                   | 5-4                   | Campeonato Sudamericano 1963 |
| 16.                   | 31 de marzo de 1963   | Estadio Félix Capriles, Cochabamba, Bolivia       | Brasil                | 3-2                   | 5-4                   | Campeonato Sudamericano 1963 |

## Clubes
| Club                | País      | Año       |
| ------------------- | --------- | --------- |
| Bolívar             | Bolivia   | 1947-1957 |
| San Lorenzo         | Argentina | 1958      |
| Bolívar             | Bolivia   | 1959-1961 |
| Once Caldas         | Colombia  | 1961-1962 |
| Bolívar             | Bolivia   | 1963-1964 |
| Municipal           | Bolivia   | 1965      |
| Mariscal Santa Cruz | Bolivia   | 1966      |

## Palmarés

### Títulos regionales
| Título             | Club                | Año  |
| ------------------ | ------------------- | ---- |
| Primera "A" (AFLP) | Bolívar             | 1950 |
| Primera "A" (AFLP) | Bolívar             | 1953 |
| Primera "A" (AFLP) | Bolívar             | 1956 |
| Primera "B" (AFLP) | Mariscal Santa Cruz | 1966 |

### Títulos internacionales
| Título       | Equipo              | Sede    | Año  |
| ------------ | ------------------- | ------- | ---- |
| Copa América | Selección Boliviana | Bolivia | 1963 |

## Homenajes

### Estadio con su nombre en Tupiza
El principal estadio de futbol de la ciudad de Tupiza, al sur de Bolivia lleva el nombre de Estadio Departamental "Víctor Agustín Ugarte", en honor al mejor futbolista boliviano nacido en dicha ciudad.
El Club Huracán de la ciudad de Tupiza cuenta con un museo dedicado a Víctor Agustín Ugarte, equipo al que perteneció.
En la ciudad de Potosí, el antes llamado "Estadio Mario Mercado" desde 2004 se llama Estadio Víctor Agustín Ugarte, además se erigió una estatua de bronce en el frontis de dicho escenario.